# Vincenzo Vernaschi
Vincenzo Vernaschi (Cremona, 27 marzo 1929 – Cremona, 20 settembre 1990) è stato un politico italiano.

## Biografia
Segretario provinciale della Democrazia Cristiana dal 1959 al 1962 e vice segretario regionale del partito, sindacalista CISL, è stato sindaco di Cremona dal 1961 al 1968 e senatore della repubblica per quattro legislature e rappresentante italiano al Parlamento europeo dal 1972 al 1979. Fu eletto consigliere comunale a Cremona nel 1985 e rieletto nel 1990, anno della sua morte.